# Zāghej
Zāghej (persiska: زاغِه, زاغج, Zāgheh) är en ort i Iran.   Den ligger i provinsen Zanjan, i den nordvästra delen av landet, 260 km väster om huvudstaden Teheran. Zāghej ligger 1 804 meter över havet och antalet invånare är 936.
Terrängen runt Zāghej är platt åt sydost, men åt nordväst är den kuperad. Runt Zāghej är det ganska glesbefolkat, med 34 invånare per kvadratkilometer. Närmaste större samhälle är Zarrīnābād, 11,9 km sydväst om Zāghej. Trakten runt Zāghej består i huvudsak av gräsmarker.